# Korozja jądrowa
Korozja jądrowa – korozja wywołana działaniem silnego promieniowania jądrowego (np. w reaktorach jądrowych).
Promieniowanie jonizujące o dużej energii, szczególnie promieniowanie alfa, neutrony i protony o dużej prędkości wnikają do materiałów, powodując przemiany jądrowe, jonizację atomów oraz defekty struktury powodujące zmianę właściwości materiałów. W wyniku czego występują zjawiska pełzania radiacyjnego i kruchości wysokotemperaturowej (helowej), pęcznienie radiacyjne i przyspieszenie korozji. Największe znaczenie ma promieniowanie neutronowe, szczególnie neutrony prędkie.